# خوان-کارلوس آلونسو
خوان-کارلوس آلونسو (اسپانیایی: Juan-Carlos Alonso‎؛ زادهٔ ۸ مارس ۱۹۵۸) دوچرخه‌سوار اهل اسپانیا است. وی در مسابقات تور دو فرانس و جیرو دیتالیا شرکت کرده است.